# Stachys megalodonta
Stachys megalodonta là một loài thực vật có hoa trong họ Hoa môi. Loài này được Hausskn. & Bornm. ex P.H.Davis miêu tả khoa học đầu tiên năm 1951.